# لوئیس بل (بازیکن فوتبال)
لوئیس بل (انگلیسی: Lewis Bell؛ زادهٔ ۲۹ سپتامبر ۲۰۰۲) بازیکن فوتبال است.